# Euxoa montigenarum
Euxoa montigenarum är en fjärilsart som beskrevs av Pierre Claude Rougeot och François Louis Nompar de Caumont de Laporte 1983. Euxoa montigenarum ingår i släktet Euxoa och familjen nattflyn. Inga underarter finns listade i Catalogue of Life.